# Erich Prieger
Erich Prieger, född 2 oktober 1849 i Kreuznach, död 27 november 1913 i Bonn, var en tysk musikolog.
Prieger författade mindre och större avhandlingar av musikhistorisk och filologisk art, främst angående Johann Sebastian Bach och Ludwig van Beethoven. Han föranstaltade nyutgåvor av Beethovens Leonore i operans ursprungliga skick, av hans ass-dur-sonat (opus 110) i faksimil och med värdefullt företal, och berikade Berlins kungliga bibliotek och Beethovenhuset i Bonn genom inköp av många handskrifter av Beethoven och andra föremål.